# سالم الهرش
الشيخ سالم الهرش (1910 - 1981) شيخ مشايخ قبائل سيناء وزعيم قبيلة البياضية، أحد الابطال المصريون إبان حرب السويس 1956 وحرب يونيو 1967 والاستنزاف، وهو أحد المساهمين في اختيار عناصر تنظيم سيناء العربية.
شارك بدور رئيسي في مؤتمر الحسنة والذي تسبب في إفساد خطة إسرائيل لتدويل منطقة سيناء، ونظراً لموقفه الوطني قام الرئيس عبد الناصر بتكريمه عام 1968 وأهداه نوط الامتياز من الدرجة الأولى، وبعد انتهاء حرب أكتوبر عاد إلى سيناء وتوفي عام 1981.

## نشأته وحياته
ولد الشيخ سالم الهرش عام 1910 وابن قبيلة «البياضية» بمركز بئر العبد بمحافظة شمال سيناء. وكان لديه من أربع زيجات 11 ولدًا و8 فتيات - كان يفضل أن يتزوج كثيرًا بنية لم الشمل فلقد تعمد أن يتزوج من مختلف القبائل لأن الترابط القبلي كان أكثر ما انشغل به.

## دوره في تنظيم سيناء العربية
بعد نكسة 1967 وبعد أن دخل اليهود سيناء بدأوا في جمع القبائل في مخيمات واستخرجوا لهم «بطاقات هوية إسرائيلية» وبعد مرور ما يقرب من 3 شهور وأثناء جلوس الشيخ سالم في خيمته دخل عليه بعض الضباط المصريين وسألوه عن نصيحته في كيفية دخولهم للمجتمع القبلي ليكونوا بذلك قريبين من المعسكرات الإسرائيلية فما كان منه إلا أن قام بتدريبهم على اللهجة وألبسهم الزي البدوي وبعدها أخذهم إلى المعسكر الإسرائيلي وقدمهم للإسرائيليين على أنهم مجموعة من أهله لم يكونوا موجودين وقت حصار القبيلة وبالتالي طالبهم باستخراج هوية لهم وكان له ما أراد فأتم بذلك زراعتهم في المكان.

## مؤتمر الحسنة
في عام 1968 كانت القوات الإسرائيلية تعد إلى مؤتمر الحسنة، واستمرت فترة التحضير لشهور عديدة، وكانت القوات الإسرائيلية حينها تمارس الترغيب والتدليل للشعب السيناوي لكي تجعل لسان حاله يقول إنهم «أكثر قربًا لهم من مصر»، وقد أقنعهم الشيخ سالم - حينها - بأن الأرض مهيأة تمامًا، وأن إسرائيل في قلب كل سيناوي، إلى أن جاءت اللحظة الحاسمة وعقد مؤتمر الحسنة وتجمع مشايخ سيناء جميعًا وحضر«موشى ديان» الذي اقتنع تمامًا بأن سيناء ستكون منطقة دولية لوقوعها في يد الاحتلال.
عقد المؤتمر بمنطقة «الحسنة» بوسط سيناء وجاء موشى ديان ومعه أشهر مخرج إيطالي في ذاك القوت لكي يكون الخطاب مذاعًا ومسموعًا للعالم أجمع واستضاف مجموعة لا بأس بها من رجال «الأمم المتحدة» وبدأت فعاليات المؤتمر الذي تحدث فيه اليهود عما قدموه للأهل في سيناء وعن طموحهم وآمالهم بالنسبة لهم.
وعندما طلبوا الكلمة من شيوخ سيناء وقع الاختيار الذي كان متفقًا عليه مسبقًا علي الشيخ «سالم الهرش» الذي خدعه في بداية كلمته قائلًا:«أنتم تريدون سيناء دولية» يعني أنا الآن لو أعلنت سيناء كدولة ستضعون صورتي على الجنيه السيناوي«فأجاب» ديان«بابتسامة مهللة وكأنه يقول بالطبع»، وإذا بالشيخ سالم يقول: «أؤكد لكم أن سيناء مصرية وستظل مصرية 100% ولا يملك الحديث عنها إلا السيد الزعيم جمال عبد الناصر»، فكانت الصاعقة التي نزلت علي الوجوه الصهيونية وما كان من موشى ديان إلا أن أطاح بالمنصة.

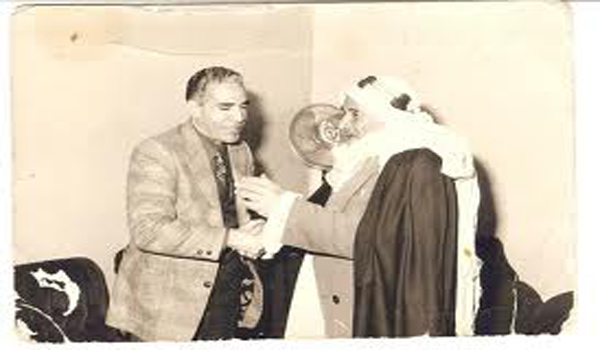
صوره نادره للشيخ سالم الهرش مع وزير الدفاع الأسبق يوسف صبري أبو طالب

المصير الذي كان ينتظر الشيخ سالم هو الإعدام علي يد الإسرائيليين لولا المخابرات المصرية التي كانت تعلم كل شيء فانتظرته بسيارة جيب ورحلته إلى الأردن وأسرته عبر ميناء العقبة فاستقبله الأردنيون استقبال الفاتحين هناك، وأستقبله الرئيس جمال عبد الناصر وأهداه نوط الامتياز من الدرجة الأولى، وبعد مرور سنوات عاد مرة أخرى وقدم له مجموعة من الهدايا عبارة عن «طبنجة وعباءة وسيارة جيب» ولكن الشيخ سالم تبرع بكل شيء للقوات المسلحة عدا العباءة التي اعتبرها رمز وتذكار من «ناصر»، وبعد انتهاء حرب أكتوبر 1973 عاد الشيخ سالم إلى سيناء، 

## وفاته
توفي عام 1981

## تكريمه
في عام 2001 تم عمل تكريم وإحياء لذكرى مؤتمر الحسنة، وقام اللواء «علي حفظي» محافظ شمال سيناء بتكريم السيدة «كوكب هجرس» إحدى زوجات الحاج سالم بجامعة سيناء وأهداها ثلاثة جنيهات ذهبية تقديرًا له. وفي 2019 أصدر وزير الشباب والرياضة المصري أشرف صبحي قرار بإطلاق اسم المجاهد سالم الهرش على مركز شباب رابعة بشمال سيناء.